# Income tax (Stati Uniti d'America)

Logo dell'Internal Revenue Service.

La Income tax è la tassa sul reddito presente negli Stati Uniti d'America e imposta sia dal governo federale (attraverso l'Internal Revenue Service), sia con delle aggiunte dei singoli Stati. Essa è disciplinata dal Titolo 26 dello United States Code (il cosiddetto Internal Revenue Code) ed è la più importante fonte di entrate tributarie per il governo federale degli Stati Uniti.

## Descrizione

Aliquota massima della Income Tax aggiuntiva per ogni singolo Stato federato.

Si tratta di una imposta sul reddito progressiva, deducibile nel reddito imponibile, applicata attraverso una serie di scaglioni.
Attualmente il sistema di tassazione nazionale si compone di 7 scaglioni che vanno da quello minimo del 10% a quello massimo del 37%, come stabilito dall'ultima modifica del 2017.
All'importo dell'imposta nazionale così ottenuta va, poi, aggiunta l'imposta sul reddito del singolo Stato federato dove si risiede ("State income tax").
Il sistema fiscale statunitense permette ai cittadini e alle imprese di definire autonomamente l'anno fiscale. La maggior parte degli individui singoli lo fa coincidere con quello solare, mentre tra le imprese spesso scelgono di farlo iniziare nel trimestre che produce più fatturato. Il Tax Day per la Income Tax è fissato dal 1955 al 15 aprile o nei giorni immediatamente successivi.
Chi non produce la dichiarazione dei redditi ("tax return") o lo fa in ritardo oppure ancora la compila in maniera errata (con dolo o senza), incorre in sanzioni talvolta anche penali.

### Redditi imponibili
Sono imponibili tutti i redditi lordi, con le deduzioni applicate, da qualunque fonte essi provengano e in qualunque forma (sia in termini di denaro, che di proprietà o servizi). Tutte le entità colpite già da altri tipi di tasse (come le società, i beni immobiliari e i trust) non sono soggetti alla tassazione sui redditi, così come non lo sono le partnerships (i partenariati).
La Income tax statunitense, quindi, funge anche da imposta sui redditi da capitale per le persone fisiche.

### Altri elementi
- Alternative minimum tax (AMT) - I contribuenti devono obbligatoriamente pagare la più alta tra l'AMT e la normale Income Tax applicata al proprio reddito. Essa è imposta con un'aliquota piatta (20% per le imprese, 26%/28% per le persone, i beni immobiliari e i trust) sui redditi imponibili.[5][6]
- Deduzioni e crediti: molte spese aziendali sono deducibili (indipendentemente dalla dimensione dell'impresa), mentre le spese personali lo sono in minor misura.

## Storia

Serie storica delle aliquote federali della Income tax statunitense, dal 1900 al 2021.

Una prima Income Tax provvisoria venne istituita nel 1862 dal presidente Abramo Lincoln, durante la Guerra di secessione americana, con il Revenue Act del 1862.
La vera istituzione di una Imposta sul reddito permanente la si ha nel 1913, a seguito dell'approvazione del XVI emendamento della Costituzione e della sua ratifica da parte della maggior parte degli Stati federati, come sperato dal presidente Theodore Roosevelt in un messaggio al Congresso del 1906 e come ripreso dal suo successore, il presidente Taft nel 1909.
(XVI emendamento della Costituzione degli Stati Uniti d'America)

### Evoluzione delle aliquote e degli scaglioni
Appena qualche anno dopo, a causa dell'entrata degli Stati Uniti nella Prima guerra mondiale nel 1917, le aliquote vennero estese fino ad arrivare a oltre il 70%.
Negli anni '20 le aliquote vennero ristrette con quella massima al 25% ma, dopo il Crack del 1929 e l'elezione del presidente Roosevelt nel 1933, le aliquote tornarono progressivamente ad estendersi, arrivando con la Seconda guerra mondiale a oltre il 90% massimo, in un sistema di oltre 25 aliquote totali.
A metà anni '60, il presidente Johnson decise di abbassare le aliquote, con quella massima che passava dal 92% al 70%, pur mantenendo sempre un sistema a 27 scaglioni. Durante la presidenza Carter venne abbassata l'aliquota minima creando di fatto una no tax area sui redditi bassi.
Durante gli anni '80, il presidente Reagan attuò delle politiche fortemente liberiste, arrivando a più che dimezzare l'aliquota massima (dal 70% al 28% nel 1988) e rimettere l'aliquota minima al 15%, in un sistema a sole due aliquote nel triennio 1988-1990. Bill Clinton riportò l'aliquota massima a quasi il 40%, in un sistema a 5 aliquote e così il sistema è rimasto da allora senza subire altri cambiamenti radicali.